# Messier 73
Messier 73 (również M73, NGC 6994) – asteryzm składający się z 4 gwiazd widocznych w gwiazdozbiorze Wodnika. Odkrył go Charles Messier 4 października 1780 roku. Jego jasność obserwowana wynosi 9m, a średnica kątowa 2,8'. Jasność gwiazd wchodzących w skład asteryzmu wynosi od 10 do 12m. Messier 73 pierwotnie zaliczany był do gromad otwartych, jednak dokładne badania wykazały, że bliskość kątowa gwiazd jest przypadkowa i nie wynika z ich wzajemnego powiązania.